# Jens-Peter Berndt
Jens-Peter Berndt (* 17. August 1963 in Potsdam) ist ein ehemaliger deutscher Schwimmer, der für die DDR und nach seiner Flucht aus der DDR für die Bundesrepublik Deutschland startete.

## Werdegang
Berndt wurde schon 1975 als Elfjähriger fünffacher Spartakiade-Sieger. Als seine Kinder- und Jugendsportschule einen Monat später von Brandenburg nach Potsdam umzog, beendete Berndt jedoch vorerst den Leistungssport. Erst drei Jahre später entschloss er sich erneut mit dem Schwimmen zu beginnen.
Am 23. Mai 1984 schwamm er in Magdeburg einen Weltrekord in 4:19,61 min auf der 400-Meter-Lagenstrecke. 1981 wurde er auf beiden Lagenstrecken DDR-Vizemeister und bei den Europameisterschaften in Split Fünfter über 400 Meter Lagen. Bei den Weltmeisterschaften in Guayaquil, im darauffolgenden Jahr, gewann er die Silbermedaille über 400 Meter und wurde Vierter über 200 Meter Lagen. Bei den Europameisterschaften 1983 in Rom wurde er auf beiden Strecken Zweiter. Seine gute Form konnte er nicht bei den Olympischen Sommerspielen 1984 in Los Angeles aufgrund des Boykottes der Spiele durch die DDR ausnutzen und gewann lediglich beide Lagenstrecken bei den Ersatzspielen in Moskau, wo er allerdings seinen eigenen Weltrekord auf der 400-Meter Lagenstrecke auf 4:18,29 min verbesserte.
Berndt, der Anfang der 1980er Jahre Pädagogik studierte, startete für den ASK Vorwärts Potsdam. Dort wurde der Unterleutnant der NVA von Lutz Wanja trainiert. Wegen Differenzen mit seinem Trainer und seinem Verein setzte sich Berndt am 7. Januar 1985 während einer USA-Reise bei einem Zwischenhalt in Oklahoma kurz entschlossen von der Mannschaft der DDR ab. Er begann ein Studium an der Universität von Alabama und war von 1985 bis 1987 Mitglied der Schwimmhochschulmannschaft. Die angestrebte US-Staatsbürgerschaft erhielt er jedoch nicht sofort, weshalb er 1987 zunächst in die Bundesrepublik ging, für die er an den Olympischen Spielen 1988 in Seoul teilnehmen wollte. Berndt wurde Mitglied der SG Hamburg, den Kontakt hatte der in den Vereinigten Staaten lebende Ehemann einer SG-Schwimmerin hergestellt.
Er schwamm 1988 über beide Lagenstaffeln DSV-Rekorde und wurde Deutscher Meister über die 400 Meter Lagen. Er erreichte damit die Olympiaqualifikation, dennoch blieb die Zulassung zur Teilnahme an den Olympischen Spielen 1988 wegen der erforderlichen Zeit seit seiner Flucht aus der DDR unklar, erst Mitte September 1988 erteilte das Exekutivkomitee des Internationalen Olympischen Komitees endgültig die Teilnahmeerlaubnis. In Seoul wurde er über seine Paradestrecke Sechster. Im März 1990 wechselte er zum Verein SSF Bonn. Ab November 1990 betätigte sich Berndt im Geschäftsfeld Sportvermarktung. Ab April 1991 trainierte Berndt wieder in Hamburg und gehörte weiterhin zur SG Hamburg, als er wieder in den Vereinigten Staaten studierte.
Nach dem Abschluss des Studiums der Öffentlichkeitsarbeit und Vermarktung an der Universität von Alabama arbeitete er für Mark McCormacks International Management Group und ließ sich in Alabama zum Programmierer ausbilden.